# Motherless Brooklyn (Film)
Motherless Brooklyn ist ein Kriminalfilm von Edward Norton, der auch die Hauptrolle als Detektiv mit Tourette-Syndrom spielt. Der Film im Stil eines Film noir feierte seine Premiere am 30. August 2019 auf dem Telluride Film Festival und kam am 1. November 2019 in die US-Kinos. Der Kinostart in Deutschland erfolgte am 12. Dezember 2019. Der Film basiert auf dem Roman Motherless Brooklyn von Jonathan Lethem.

## Handlung
Der Film spielt in den 1950er Jahren in New York. Lionel Essrog arbeitet neben Gilbert Coney, Danny Fantl und Tony Vermonte in einem Detektiv-Büro. Ihr Chef, Frank Minna, rettete sie als Kinder aus einem Waisenhaus, in dem sie misshandelt wurden. Lionel, von Frank „Motherless Brooklyn“ genannt, hat das Tourette-Syndrom, das ihn oft von Menschen entfremdet, aber durch sein exzellentes verbales und fotografisches Gedächtnis ist er ein guter Detektiv.
Frank Minna arbeitet an einem geheimen Fall und bittet Lionel und Gilbert, ihn unbemerkt zu einem Treffen mit seinem Auftraggeber, einem Mann namens William Lieberman, zu begleiten, wobei Lionel das Gespräch von einer benachbarten Telefonzelle aus mithören kann. Lieberman ist mit seinem Assistenten Lou und einem extrem großen Leibwächter gekommen, denen Frank die gewünschten, von ihm beschafften Dokumente übergibt. Sie sind für Lieberman offenbar von großem Wert. Als Frank versucht, für die Beschaffung dieser Dokumente einen noch höheren Preis auszuhandeln, zwingen ihn die Männer, sie zu den Originalen zu bringen. Lionel und Gilbert folgen in ihrem Auto, verlieren das Auto mit Frank aber an der Auffahrt zur Queensboro Bridge aus den Augen, und kommen dann gerade an, als Frank auf einem leerstehenden Grundstück niedergeschossen wird. Sie hieven ihn in ihr Auto, um ihn ins nächste Krankenhaus zu fahren, zuvor bittet Frank sie noch, auch seinen Hut aufzuheben und mitzunehmen. Im Krankenhaus angekommen, kann Frank auf die Frage nach den Hintergründen des mysteriösen Auftrags noch flüstern: „For Moses.“ Dann stirbt er.
Franks Witwe Julia Minna überlässt Tony Vermonte die Leitung des Büros. Lionel beginnt, Franks Hut und Mantel zu tragen, und eine Streichholzschachtel in Franks Tasche führt Lionel zu einem Jazzclub in Harlem. Er erkennt, dass Franks letzter Auftrag mit Laura Rose zu tun hatte, die für Gabby Horowitz arbeitet und mit ihr gegen die Stadterneuerung kämpft. Angebliche „Slums“ mit preiswerten Wohnungen werden aufgekauft, abgerissen und ihre Bewohner vertrieben, um dann anschließend hochwertige Neubauten zu errichten. Lionel geht zu einer öffentlichen Anhörung, bei der Moses Randolph, Leiter mehrerer Bau- und Stadtentwicklungsbehörden, von Gabby Horowitz und dem Publikum lautstark zur Rede gestellt wird. Lionel stiehlt die Ausweise eines Reporters und spricht danach mit einem Mann namens Paul, der Moses Randolph bei dem Treffen ebenfalls kritische Fragen gestellt hatte. Er sagt, dieser verkörpere die wahre Macht in der Stadtverwaltung, nicht der Bürgermeister.
Unter dem Vorwand, dass er die Wahrheit über die vorgebliche „Stadterneuerung“ in der Presse aufdecken will, schließt Lionel nähere Bekanntschaft mit Laura Rose. Sie bringt ihn in den Jazzclub, in dem Frank recherchiert hat. In der Annahme, Lionel gehöre zu den Männern von Moses Randolph, wird er schließlich aus dem Club geworfen und von Lauras Vater Billy, dem der Club gehört, bewusstlos geschlagen. Lionel wird von einem Jazz-Trompeter gerettet und entdeckt, dass Paul, den er bei der Anhörung traf, Randolphs Bruder und ein hochbegabter Architekt ist. Er stellt außerdem fest, dass William Lieberman bei vielen Wohnungsgeschäften Bestechungsgelder erhielt, und dass die Umzugsprogramme Betrug sind. Nachdem er abends ein kleines Büro verlässt, das die Anträge angeblich sammelt und bearbeitet, sieht er, wie die dortige Angestellte sämtliche Anträge in eine draußen stehende Mülltonne wirft. Paul Randolph hat dagegen umfangreiche Pläne zur Stadterneuerung erarbeitet, die die Lebensqualität von New York wirklich und nachhaltig verbessern würden.
Billy Rose ruft Lionel an, entschuldigt sich für die Attacke in seinem Jazzclub und bietet ihm ein Treffen und neue Hintergrundinformationen an. Als Lionel in den Club kommt, findet er Billy erschossen vor, wobei sein Tod als Selbstmord inszeniert wurde. Lionel verbringt die Nacht mit einer verstörten Laura in deren Haus und gibt seine wahre Identität preis. Er glaubt zudem, dass sie in Gefahr ist. Am Tag darauf findet Lionel Fotos von einem Treffen Paul Randolphs mit Billy Rose, mit denen er daraufhin Laura konfrontiert, die erklärt, dass ihr „Onkel“ Paul in Wahrheit ihr richtiger Vater sei. Paul bestreitet dies später gegenüber Lionel und erklärt, dass Frank Minna und Billy Rose vorhatten – entgegen Pauls Protesten – mehr Geld aus seinen Auftraggebern herauszuholen.
Lionel wird von zwei Männern zum Haus von Moses Randolph gebracht, der ihm vorschlägt, sich seinem Team anzuschließen und dafür nicht weiter nachzuforschen. Er gibt ihm 24 Stunden Zeit, sich zu entscheiden. Kurz darauf findet Lionel in Franks Hut, den er seit dessen Ermordung besitzt, den Schlüssel zu einem Schließfach in der Pennsylvania Station. Es enthält eine Eigentumsurkunde von einem Haus, das Frank gehörte, und mehrere Dokumente zur Geburt von Laura Rose, aus denen hervorgeht, dass nicht Paul, sondern Moses Randolph ihr Vater ist. Lionel vertraut den Schlüssel Paul an und trifft sich mit seinem Kollegen Tony Vermonte, der zugibt, dass er der Liebhaber von Julia Minna, Franks Frau, war, und dass er aktuell für Moses Randolph arbeitet. Er sagt Lionel, er solle Moses’ Deal annehmen, zumal Laura ohnehin getötet werde. Lionel schlägt Tony nieder und flieht sofort zu Laura, die auf dem Weg nach Hause ist, und kann in letzter Sekunde verhindern, dass sie ihre Wohnung betritt, in der bereits dieselben beiden Männer auf sie warten, die Frank Minna erschossen haben. Bei einem Handgemenge auf der Feuerleiter stürzt einer der beiden infolge eines Schlags von Laura in die Tiefe. Der andere wird von dem plötzlich auftauchenden Jazz-Trompeter mit dessen Trompete kampfunfähig geschlagen. Auf Lionels Wunsch fährt er Laura anschließend aus der Stadt, zu dem ehemaligen Anwesen von Frank, wo sie eine Weile bleiben soll, bis etwas Gras über die Sache gewachsen ist.
Lionel trifft erneut Moses Randolph, der gesteht, dass er Lauras Mutter, die eine seiner Angestellten war, seinerzeit vergewaltigte, aber ansonsten immer „gut“ zu ihr war. In der Geburtsurkunde wurde sein Bruder Paul als Vater eingetragen, aber die mögliche Enthüllung dieses Geheimnisses bedroht Moses seitdem. Lionel warnt Moses, Laura endlich in Ruhe zu lassen, da er die Informationen sonst veröffentlichen würde. Er informiert Moses außerdem, dass William Lieberman für ihn eine Gefahr darstelle, und bittet ihn – falls Moses Lieberman deswegen töten sollte – ihm noch zu sagen, dass er dies von Frank erfahren hat. Moses fordert Lionel auf, seinem Bruder Paul mitzuteilen, dass dessen Pläne für die Stadt realisiert werden.
In Wahrheit erhält Paul jedoch eine Ablehnung seiner Pläne, so dass Lionel die Informationen nun an den Reporter sendet, dessen Ausweise er gestohlen hat. Anschließend fährt er zu Franks ehemaligem Haus, wo Laura bereits auf ihn wartet.

## Literarische Vorlage

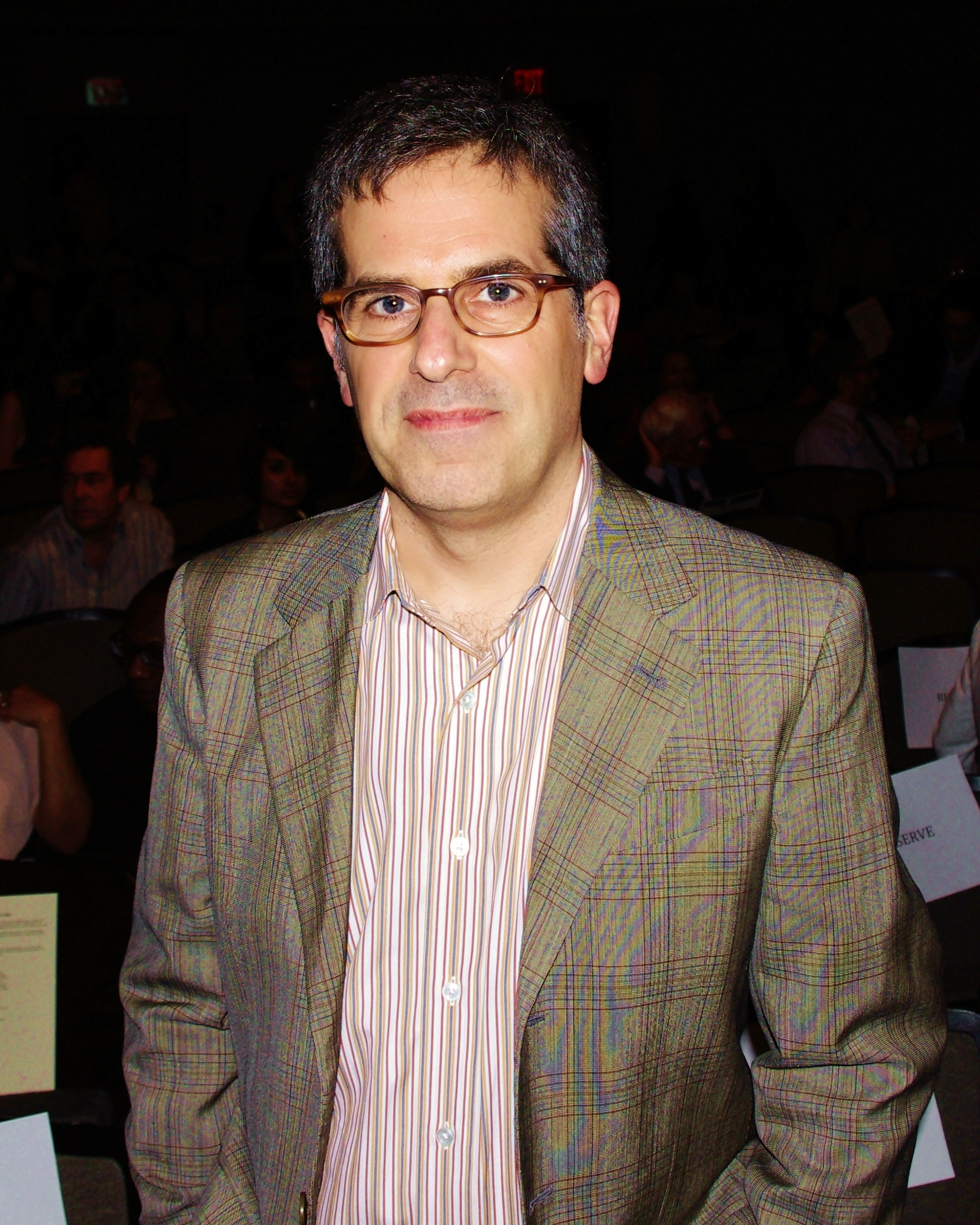
Der Film basiert auf dem Roman Motherless Brooklyn von Jonathan Lethem

Der Film basiert auf dem Roman Motherless Brooklyn von Jonathan Lethem, der 1999 veröffentlicht wurde. Sein Protagonist, der Ich-Erzähler Lionel Essrog, leidet am Tourette-Syndrom, einem Zwangsverhalten, das in seinem Fall zu unkontrollierbarem Zählen, unsinnigen Wortverdrehungen, dem Berühren von Dingen und Menschen sowie zu Beschimpfungen führt. Aufgrund dieser Tics wächst er im Waisenhaus als Außenseiter auf, bis er zusammen mit drei anderen Waisenkindern von einem Kleinkriminellen aus Brooklyn rekrutiert wird. Als der Ganove namens Frank Minna, der nunmehr zu seinem Mentor geworden ist, ermordet wird, beginnt Lionel eigene Ermittlungen.
Karsten Kredel schreibt in seiner Kritik zum Roman in der taz, Lionels Tics seien der Motor einer Geschichte voller Sprachwunder, die eine seltsam gewordene Welt auffingen. In einer Kritik der Frankfurter Allgemeinen Zeitung heißt es, der Roman ziehe die Paradoxa aus seinen Selbstverständlichkeiten wie ein Zauberer Kaninchen aus dem Hut. Motherless Brooklyn sei der Familienroman eines Waisenjungen, das Sprachkunstwerk eines Sprachgestörten und ein harter Krimi, der dennoch in der Tradition klassisch modernen Erzählens stehe.

## Produktion

### Stab und Besetzung
Regie führte Edward Norton, der auch Lethems Roman für den Film adaptierte. Während der Roman in den frühen 1970er Jahren beginnt, lässt Norton die Geschichte im New York der 1950er Jahre spielen. Es handelt sich nach Glauben ist alles! aus dem Jahr 2000 um den zweiten Film, bei dem Norton Regie führte. Zudem ist Norton im Film in der Hauptrolle des Privatdetektivs Lionel Essrog zu sehen. Weitere Rollen wurden mit Willem Dafoe, Bruce Willis, Alec Baldwin, Gugu Mbatha-Raw, Leslie Mann, Bobby Cannavale, Fisher Stevens und Cherry Jones besetzt.

### Dreharbeiten
Die Dreharbeiten fanden ab Februar 2018 in New York statt, so in Harlem und im Washington Square Park. Während der Dreharbeiten verunglückte ein Feuerwehrmann. Als Kameramann fungierte Dick Pope.

### Filmmusik und Veröffentlichung
Die Filmmusik komponierte Daniel Pemberton. Die Aufnahme wurde von Wynton Marsalis orchestriert. Zudem verwendet der Film einen Song von Thom Yorke, dem Sänger der Rockgruppe Radiohead. Der Soundtrack, der insgesamt zehn Musikstücke umfasst, wurde am 25. Oktober 2019 von WaterTower Music als Download veröffentlicht. Am gleichen Tag erfolgte die Veröffentlichung eines Albums mit allen Filmmusikstücken.
Den ersten Trailer stellte Warner Bros. im August 2019 vor. Der Film feierte am 30. August 2019 im Rahmen des Telluride Film Festivals seine Premiere. Ab 10. September 2019 wurde der Film beim Toronto International Film Festival im Rahmen der Special Presentations gezeigt und feierte hier seine internationale Premiere. Am 11. Oktober 2019 wurde er beim New York Film Festival als Abschlussfilm gezeigt. Am 1. November 2019 kam der Film in die US-Kinos, am 3. November 2019 wurde er auf der Viennale als Überraschungsfilm gezeigt und kam am 12. Dezember 2019 in die deutschen Kinos.

## Rezeption

### Altersfreigabe
In den USA erhielt der Film von der MPAA ein R-Rating, was einer Freigabe ab 17 Jahren entspricht. In Deutschland wurde er von der FSK ab 12 Jahren freigegeben, ist in Begleitung der Eltern jedoch bereits ab 6 Jahren erlaubt. In der Freigabebegründung heißt es, der Film behandele Themen wie Macht, Korruption und Rassismus, und vereinzelt gebe es Gewaltszenen, die jedoch sehr zurückhaltend inszeniert seien. Der sympathische Protagonist verwende zwar häufig Fäkalausdrücke und Beleidigungen, doch diese seien für 12-Jährige klar nachvollziehbar seiner Tourette-Erkrankung geschuldet, so weiter in der Begründung. Zudem würden diese „Anfälle“ auch von ihm selbst als negativ und belastend erlebt.

### Kritiken und Einspielergebnis
Michael Meyns bemerkt auf programmkino.de, der Website der Gilde deutscher Filmkunsttheater, der Antagonist Moses Randolph sei unzweideutig dem ebenso legendären wie berüchtigten New Yorker Stadtplaner Robert Moses nachempfunden, der die amerikanische Metropole prägte wie kein Zweiter, radikale Änderungen durchsetzte und ganze Stadtviertel abreißen ließ, um Platz für Neubauten zu schaffen. Es sei fraglos eindrucksvoll, dass es Edward Norton überhaupt gelungen ist, dieses aufwändige Projekt auf die Beine zu stellen, zahllose hervorragende Schauspieler vor die Kamera zu holen und die Atmosphäre New Yorks in den 1950er Jahren so überzeugend einzufangen, so Meyns weiter. Allerdings habe er so viele einzelne Elemente in zweieinhalb Stunden gepresst, dass er immer wieder droht, die Orientierung zu verlieren: „Man mag Motherless Brooklyn für seine Ambition bewundern, als runder Film ist das Ergebnis am Ende nur bedingt gelungen.“
Martin Schwickert bewertete in der Rheinischen Post den Film mit „gut“ und meinte: „Mit ,Motherless Brooklyn‘ ist Norton ein moderner Film Noir von erstaunlicher, künstlerischer Kohärenz gelungen. Das erlesene Retro-Setting, die elegante Kameraarbeit von Dick Pope, der Offbeat-Rhythmus der Erzählung und der exzellente Jazz-Soundtrack greifen hier ungeheuer geschmeidig ineinander.“
Die weltweiten Einnahmen des Films aus Kinovorführungen belaufen sich auf 18,47 Millionen US-Dollar, die Produktionskosten sollen laut Schätzungen rund 26 Millionen US-Dollar betragen haben.

### Auszeichnungen
Bei der Oscarverleihung 2020 befand sich der Song Daily Battles aus dem Film in einer engeren Auswahl in der Kategorie Bester Song. Im Folgenden weitere Nominierungen.
Camerimage 2019
- Nominierung für den Goldenen Frosch (Dick Pope)[24][25]

Golden Globe Awards 2020
- Nominierung für die Beste Filmmusik (Daniel Pemberton)

Hollywood Music in Media Awards 2019
- Nominierung für die Beste Filmmusik – Spielfilm (Daniel Pemberton)
- Nominierung als Bester Song – Spielfilm („Daily Battles“, Thom Yorke und Flea)[26]

London Critics’ Circle Film Awards 2020
- Nominierung für den Technical Achievement Award (Daniel Pemberton für die Filmmusik)[27]

Satellite Awards 2019
- Nominierung für das Beste adaptierte Drehbuch (Edward Norton)
- Nominierung für die Beste Kamera (Dick Pope)
- Nominierung für das Beste Szenenbild (Michael Ahern und Beth Mickle)[28]

## Synchronisation
Die deutsche Synchronisation entstand nach einem Dialogbuch von Tobias Neumann und der Dialogregie von Antonia Ganz im Auftrag der Interopa Film GmbH, Berlin.
| Darsteller      | Synchronsprecher     | Rolle          |
| --------------- | -------------------- | -------------- |
| Edward Norton   | Andreas Fröhlich     | Lionel Essrog  |
| DeShawn White   | Anne Düe             | Betty          |
| Bruce Willis    | Manfred Lehmann      | Frank Minna    |
| Ethan Suplee    | Michael Iwannek      | Gilbert Coney  |
| Leslie Mann     | Bianca Krahl         | Julia Minna    |
| Gugu Mbatha-Raw | Yvonne Greitzke      | Laura Rose     |
| Willem Dafoe    | Reiner Schöne        | Paul           |
| Alec Baldwin    | Klaus-Dieter Klebsch | Moses Randolph |